# Yuki Yoshida
Yuki Yoshida (* 27. Januar 1914 in Vancouver; † 8. Mai 1996 in North Vancouver) war eine japanisch-kanadische Filmeditorin und Filmproduzentin. 1978 erhielt Yoshida zusammen mit Beverly Shaffer einen Oscar für I’ll Find a Way in der Kategorie Bester Kurzfilm.

## Leben
Im Sommer 1944, gegen Ende des Ersten Weltkriegs, verließ Yoshida mit ihrer Schwester das Internierungslager in Tashme in British Columbia. Nach dem Tod ihrer Mutter im Jahr 1925 war Yoshida als Elfjährige nicht in die Schule zurückgekehrt, sodass sie im Gegensatz zu ihrer Schwester über keine Schulbildung verfügte. Auch als der Krieg vorbei war, bestand für sie kein Anlass, die Schule nachzuholen; zu unsicher waren damals die Chancen auf eine Arbeit. Zudem war der Karriere-Gedanke den meisten Frauen in Yoshidas Generation fremd, insbesondere wenn sie wie Yoshida in ländlichen japanischen Gemeinschaften aufgewachsen sind.
In den späten 1940er Jahren bekam Yoshida eine Anstellung beim National Film Board of Canada in Ottawa, wo sie ab Mitte der 1960er Jahre als Editorin arbeitete, unter anderem bei den Filmen Ducks, of Course (1966) und Tuktu and the Snow Palace (1967). 1975 wurde sie technische Produzentin in Studio D, einer Frauen-Produktionsunit, die als Antwort auf eine Direktive der kanadischen Regierung für mehr Frauen in technischen Berufen hin entstanden war. Kurz bevor Yoshida 1978 in Pension ging, war sie Mitglied des Teams, das Oscar für den Film I’ll Find a Way erhielt. Im Film verarbeitet sie unter anderem ihre eigenen Kindheitserinnerungen.

## Filmografie
- 1966: Ducks, of Course (Schnitt)
- 1967: Tuktu and the Snow Palace (Schnitt)
- 1967: The North Has Changed (Schnitt)
- 1967: The Accessible Arctic (Schnitt)
- 1968: Tuktu and the Clever Hands (Schnitt)
- 1977: Veronica (Produktion)
- 1977: I’ll Find a Way (Produktion)
- 1977: How They Saw Us: Needles and Pins (Produktion)
- 1977: Beautiful Lennard Island (Produktion)